# Condado de Isenburg-Philippseich
Isenburg-Philippseich fue un condado del Sacro Imperio Romano Germánico ubicado en el sur del actual estado alemán de Hesse. El condado fue fundado en 1711 con la partición de Isenburg-Offenbach y fue anexado al Condado de Isenburg en 1806 después de que Napoleón "disolviera" el Sacro Imperio Romano Germánico. El condado lleva su nombre de la residencia Castillo de Philippseich cerca de la ciudad de  Dreieich, Alemania. Incluía en su territorio las ciudades de Götzenhain, Offenthal, Sprendlingen, Urberach y Münster.

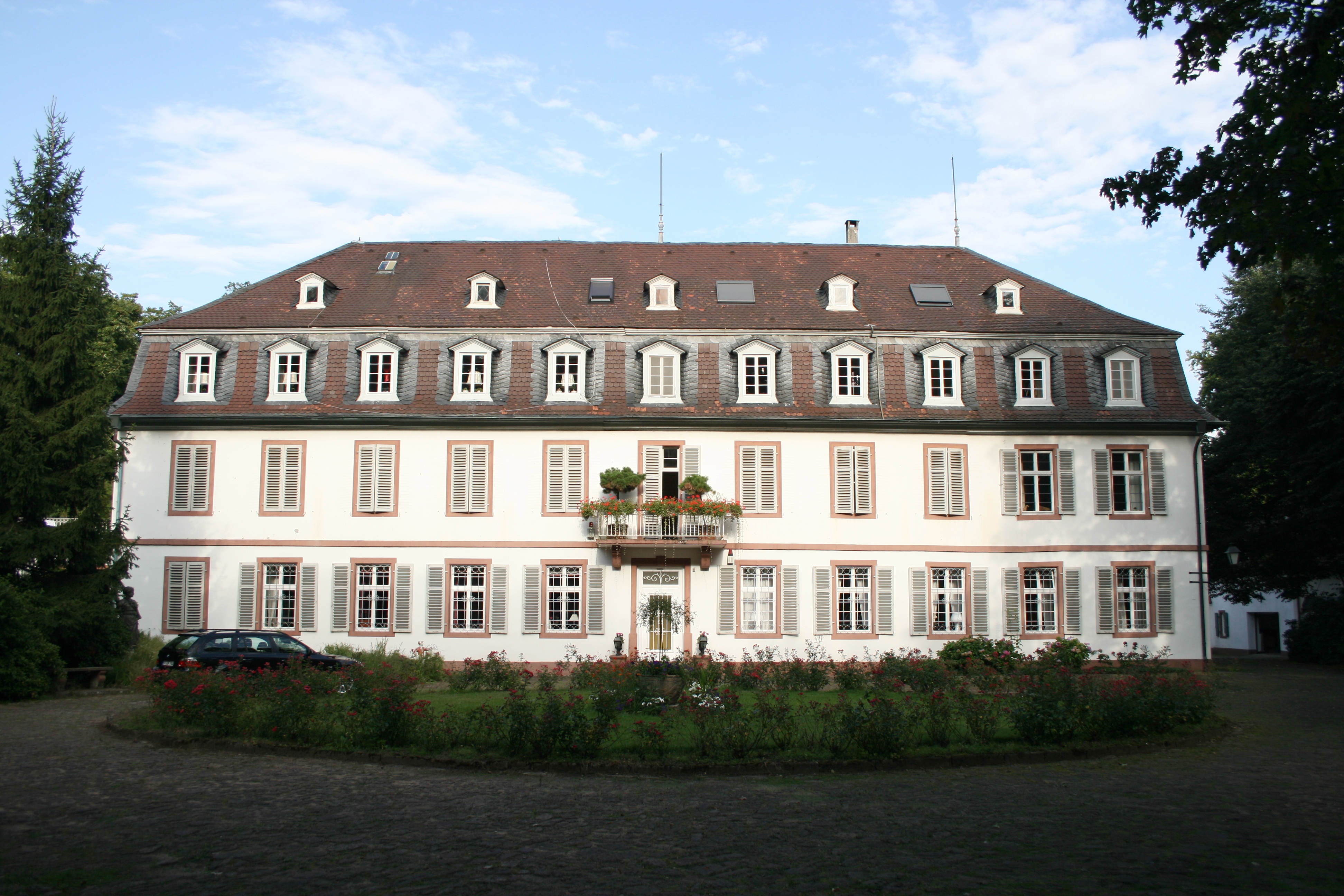
Castillo de Philippseich, residencia de los condes de Isenburg-Philippseich.

## Condes de Isenburg-Philippseich (1711-1806)

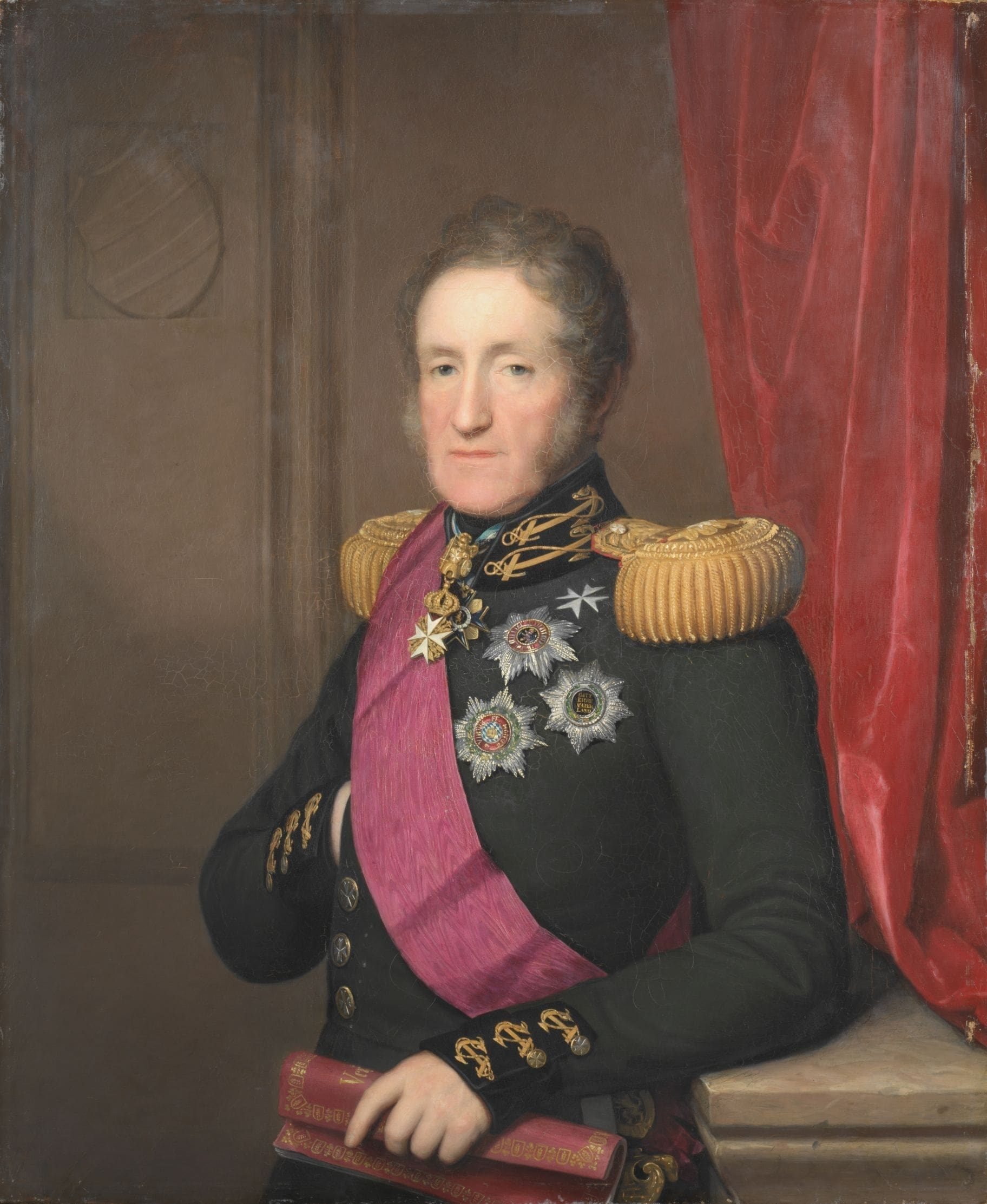
Enrique Fernando, último conde de Isenburg-Philippseich (1781-1806)

| Nombre                | Reinado   | Tiempo de Vida |
| --------------------- | --------- | -------------- |
| Guillermo Mauricio II | 1711-1772 | 1688-1772      |
| Cristian Carlos       | 1772-1779 | 1732-1779      |
| Carlos Guillermo      | 1779-1781 | 1767-1781      |
| Enrique Fernando      | 1781-1806 | 1770-1838      |